# 罗德尤博尼图
罗德尤博尼图是巴西南大河州的一个市镇。总面积83.198平方公里，总人口5698人，人口密度68.5人/平方公里。